# Notodden Fotballklubb 2007
Questa voce raccoglie le informazioni riguardanti il Notodden Fotballklubb nelle competizioni ufficiali della stagione 2007.

## Rosa
| N. |                      | Ruolo | Calciatore            |
| -- | -------------------- | ----- | --------------------- |
| 1  | Norvegia (bandiera)  | P     | Kenneth Bårdseng      |
| 2  | Norvegia (bandiera)  | D     | Martin Overvik        |
| 2  | Norvegia (bandiera)  | D     | Håkon Skogseid        |
| 3  | Giamaica (bandiera)  | D     | O'Neil Thompson       |
| 4  | Finlandia (bandiera) | D     | Jukka Hakala          |
| 5  | Norvegia (bandiera)  | D     | Olav Kildal           |
| 5  | Norvegia (bandiera)  | C     | Tor-Mattis Kåven      |
| 6  | Norvegia (bandiera)  | C     | Pål Christian Alsaker |
| 7  | Norvegia (bandiera)  | C     | Borgar Velta          |
| 8  | Haiti (bandiera)     | C     | Josué Mayard          |
| 9  | Norvegia (bandiera)  | A     | Kenneth Kvalheim      |
| 10 | Fær Øer (bandiera)   | C     | Símun Samuelsen       |
| 10 | Norvegia (bandiera)  | C     | Sami Sakka            |
| 11 | Norvegia (bandiera)  | C     | Erik Midtgarden       |

| N. |                      | Ruolo | Calciatore           |
| -- | -------------------- | ----- | -------------------- |
| 12 | Finlandia (bandiera) | P     | Jon Masalin          |
| 13 | Norvegia (bandiera)  | D     | Håvard Kleven        |
| 14 | Norvegia (bandiera)  | D     | Lennart Steffensen   |
| 15 | Norvegia (bandiera)  | D     | Andreas Granerud     |
| 16 | Norvegia (bandiera)  | C     | Peder Winsnes        |
| 17 | Serbia (bandiera)    | A     | Nedžad Šišić         |
| 18 | Norvegia (bandiera)  | D     | Sindre Ryen Thunberg |
| 19 | Norvegia (bandiera)  | C     | Kristian Ystaas      |
| 20 | Norvegia (bandiera)  | D     | Lars Lien            |
| 21 | Nigeria (bandiera)   | A     | Bala Garba           |
| 22 | Norvegia (bandiera)  | A     | Eirik Soltvedt       |
| 23 | Norvegia (bandiera)  | D     | Morten Knudsen       |
| 25 | Norvegia (bandiera)  | P     | Kim-André Lie        |

## Risultati

### Campionato

#### Girone di andata
| Arbitro: | Johnsen |

|                     |           |                       |
| Velta 41’ Garba 69’ | Marcatori | 55’ Güven 76’ Senstad |

| Arbitro: | Helgerud (Lier) |

|             |           |              |
| Rogstad 31’ | Marcatori | 55’ Kvalheim |

| Arbitro: | Ahlsen |

|                                    |           |  |
| Kvalheim 39’ Lien 75’ Soltvedt 88’ | Marcatori |  |

| Arbitro: | Borgersen |

|                     |           |           |
| Lindau 34’ Pelu 78’ | Marcatori | 75’ Sakka |

| Arbitro: | Høgberg |

|  |           |          |
|  | Marcatori | 83’ Moen |

| Arbitro: | Kjensli |

|                         |           |  |
| Martins 18’, 43’ (rig.) | Marcatori |  |

| Arbitro: | Nordby |

|  |           |                     |
|  | Marcatori | 41’, 43’ Fredriksen |

| Arbitro: | Hakestad |

|                            |           |  |
| Johnsgård 31’ Yndestad 43’ | Marcatori |  |

| Arbitro: | Johnsen |

|              |           |  |
| Kvalheim 52’ | Marcatori |  |

| Arbitro: | Hansen |

|                         |           |           |
| Moen 13’ Andreassen 73’ | Marcatori | 43’ Velta |

| Arbitro: | Ahlsen |

|                                   |           |  |
| Kvalheim 4’ (rig.), 10’, 34’, 73’ | Marcatori |  |

| Arbitro: | Høgberg |

|              |           |  |
| P. Diouf 39’ | Marcatori |  |

| Arbitro: | Borgersen |

|                              |           |          |
| Kvalheim 13’, 78’ Ystaas 66’ | Marcatori | 72’ Pepa |

| Arbitro: | Johnsen |

|                |           |  |
| Steffensen 75’ | Marcatori |  |

| Arbitro: | Bruheim |

|                                        |           |                     |
| Pasoja 53’ (rig.) Rise 65’ Abiodun 90’ | Marcatori | 60’ (rig.) Kvalheim |

#### Girone di ritorno
| Arbitro: | Moen (Haugesund) |

|             |           |                       |
| Børthus 53’ | Marcatori | 8’ Velta 43’ Kvalheim |

| Arbitro: | Helgerud (Lier) |

|                                             |           |                           |
| Kleven 31’ Garba 36’ Velta 43’ Granerud 90’ | Marcatori | 35’, 48’ Breive 86’ Harøy |

| Arbitro: | Hansen |

|                                                         |           |                        |
| Šarić 19’, 86’ Velta 68’ (aut.) Marøy 76’ Storesund 83’ | Marcatori | 49’ Kvalheim 74’ Velta |

| Arbitro: | Høgberg |

|  |           |                                     |
|  | Marcatori | 54’ (rig.), 74’ Pelu 72’ Samuelsson |

| Arbitro: | Sælen |

|            |           |           |
| H. Flo 13’ | Marcatori | 55’ Garba |

| Arbitro: | Ahlsen |

|                       |           |                              |
| Garba 2’ Kvalheim 49’ | Marcatori | 12’, 51’ Theting 90’ Iversen |

| Arbitro: | Alapnes |

|  |           |                           |
|  | Marcatori | 2’, 32’ Bræmer 9’ Vidalon |

| Arbitro: | Hansen |

|                                     |           |                  |
| Thompson 4’ Ystaas 17’ Granerud 81’ | Marcatori | 15’ (rig.) Heide |

| Arbitro: | Hafsås |

|                           |           |                                  |
| Thioune 50’ Halvorsen 58’ | Marcatori | 43’, 63’, 74’, 79’, 83’ Kvalheim |

| Arbitro: | Hakestad |

|                             |           |             |
| Kvalheim 6’, 13’ Ystaas 74’ | Marcatori | 42’ Johnsen |

| Arbitro: | Kjensli |

|                                            |           |               |
| L. Lafton 15’ (rig.), 34’, 67’ Saaliti 76’ | Marcatori | 76’ Samuelsen |

| Notodden 14 ottobre 2007, ore 15:00 CEST 27ª giornata      | Notodden  | 2 – 0 referto | Molde | Idrettsparken (1.429 spett.) |
| \| \| \| \| \| Kvalheim 9’ Granerud 47’ \| Marcatori \| \| |           |               |       |                              |
|                                                            |           |               |       |                              |
| Kvalheim 9’ Granerud 47’                                   | Marcatori |               |       |                              |

| Arbitro: | Hansen |

|                                                      |           |                                    |
| Skogseid 32’ (aut.) Hægeland 42’, 65’ Sagebakken 81’ | Marcatori | 2’ Velta 19’ Samuelsen 60’ Alsaker |

| Arbitro: | Johnsen |

|                                             |           |                         |
| Ertzeid 28’ Borgvardt 54’ (rig.) Hansen 67’ | Marcatori | 33’ Kvalheim 75’ Kleven |

| Arbitro: | Bruheim |

|  |           |             |
|  | Marcatori | 70’ Kienast |

### Coppa di Norvegia
| Skien 20 maggio 2007, ore 18:00 CEST Primo turno                         | Herkules  | 0 – 3 referto                          | Notodden | Herkules Idrettspark |
| \| \| \| \| \| \| Marcatori \| 44’ Ystaas 50’ Soltvedt 70’ Midtgarden \| |           |                                        |          |                      |
|                                                                          |           |                                        |          |                      |
|                                                                          | Marcatori | 44’ Ystaas 50’ Soltvedt 70’ Midtgarden |          |                      |

| Oslo 13 giugno 2007, ore 18:00 CEST Secondo turno | Groruddalen | 0 – 1 (d.t.s.) referto | Notodden | Grei Kunstgress |
| \| \| \| \| \| \| Marcatori \| 119’ Midtgarden \| |             |                        |          |                 |
|                                                   |             |                        |          |                 |
|                                                   | Marcatori   | 119’ Midtgarden        |          |                 |

| Notodden 27 giugno 2007, ore 18:00 CEST Terzo turno                     | Notodden  | 2 – 1 (d.t.s.) referto | Kongsvinger | Idrettsparken |
| \| \| \| \| \| Ystaas 90’ Ryen 112’ (aut.) \| Marcatori \| 53’ Olsen \| |           |                        |             |               |
|                                                                         |           |                        |             |               |
| Ystaas 90’ Ryen 112’ (aut.)                                             | Marcatori | 53’ Olsen              |             |               |

| Arbitro: | Hauge (Bergen) |

|                                        |           |            |
| George 4’ Kovács 7’, 15’ Ludvigsen 24’ | Marcatori | 45’ Ystaas |